# Église Notre-Dame-des-Marais de Montluel
Pour les articles homonymes, voir Notre-Dame-des-Marais.
L'église Notre-Dame-des-Marais ou collégiale Notre-Dame-des-Marais (selon les sources) de Montluel est une ancienne collégiale située à Montluel dans le département de l'Ain (France). Pour le Diocèse de Belley-Ars, son nom officiel est l'église de la Nativité de la Sainte Vierge.

## Histoire
Selon la tradition, une statue de la Vierge Marie, retrouvée au XIe siècle dans les marais bordant le Rhône, aurait suscité la construction d’une modeste chapelle, en dehors de la cité.
Au XIVe siècle, cette chapelle, devenue lieu de pèlerinage, étant en très mauvais état, il fut décidé de construire un nouvel édifice. L’église, commencée vers 1380 environ, sur l'emplacement, semble-t-il, d'un prieuré médiéval, ne fut achevée qu'au XVIIe siècle, ce qui explique qu'elle emprunte aux styles roman, gothique et Renaissance. C'est Philibert Pupunat, chanoine chargé de la cure de Saint-Maurice-de-Beynost, qui fit construire les chapelles Renaissance, somptueusement et à grands frais, comme le rappellent les armoiries, les initiales PP et la date de 1530.
Elle fut promue collégiale par le pape Clément VII, par une bulle du 10 avril 1530.
Saint François de Sales, fondateur de l'Ordre de la Visitation, visita Notre-Dame-des-Marais, et sa dépouille y fut exposée lors de son transfert vers Annecy en 1622. Sainte Jeanne de Chantal vint visiter les sœurs en 1641, et eut droit à la même vénération après sa mort.
L'édifice a fait l'objet d'une rénovation globale en 1971.
L'église Notre-Dame-des-Marais de Montluel, à l'exclusion de son clocher et de sa façade ouest, fait l’objet d’une inscription au titre des monuments historiques depuis le 17 février 1982.
Elle a été fermée pour profanation le 8 février 2015.

## Architecture

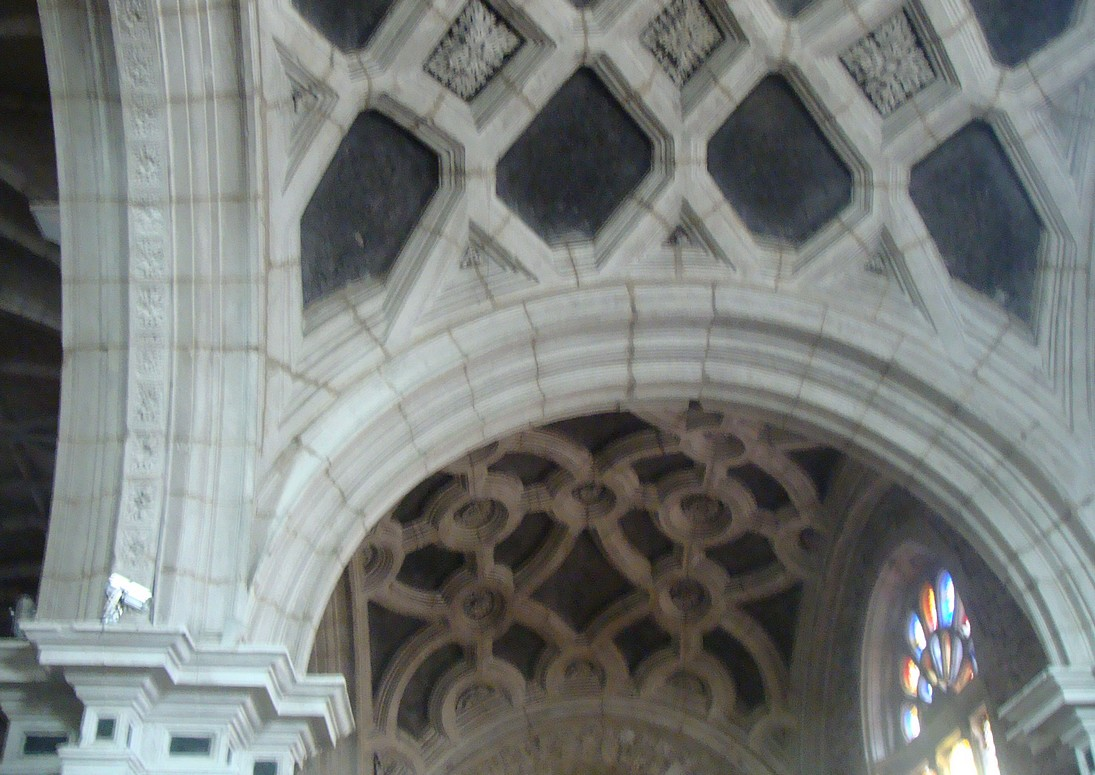
Détail de la structure de la voûte de la nef sud.

L'église comporte trois nefs, datant d'époques différentes et de styles différents : voûtes d'arêtes, croisées d'ogives, caissons dans la nef latérale sud. Ces plafonds à caissons ne se trouvent en France qu’à Montluel et Annecy.
La façade fait apparaître cette trichotomie, avec un proche central surmonté d'une fenêtre ogivale et deux portes secondaires à frontons triangulaires surmontés d'œil-de-bœufs. L'essentiel de cette façade est construite en galets de la moraine de la Dombes voisine ; seule partie la plus haute est en pierre de moyen appareil.